# Шаткивский, Олекса Якович
Оле́кса Я́кович Шатки́вский (укр. Шатківський Олекса Якович; 28 мая 1908, Почаев — 28 июня 1979, Львов) — украинский художник и график.

## Биография
Родился в Почаеве на Волыни (ныне — Тернопольская область). Творческое образование получил в Варшавской школе прикладного искусства (отмечен 14 наградами за живопись и графику) и в Академии искусств (класс В. Скочиляса и Л. Вычулковского); с 1931 был членом кружка украинских художников «Спокий».
Находясь в Европе, часто посещал музеи Берлина, Дрездена, Парижа.
В 1939 году вернулся из Варшавы в Почаев, работал преподавателем в Почаевской средней школе, продолжал рисовать. После окончания войны, с 1945 года работал художником в Тернопольском драматическом театре имени Т. Г. Шевченко. Эскизы сцены и декораций театру того времени сейчас находятся в Тернопольском областном государственном архиве, благодаря случайной находке спустя много лет.
С 1946 года художник жил во Львове.
Шаткивский — преподаватель с 1948 года в Институте прикладного и декоративного искусства (сейчас это Академия искусств) и с 1950 года преподаватель Украинского полиграфического института им. И. Федорова во Львове (сейчас — Академия печати).
Выставлял собственные произведения с 1932 года в Москве, Варшаве, Львове, Луцке, Ровно и других городах.
В конце 1950-х в творческой манере художника произошли существенные изменения. Вместе с основной тематикой — лирическим пейзажем, натюрмортом, в большинстве цветы — автор обратился к изображению портретов классиков украинской культуры, исторических лиц, народных обычаев.
Вместе с собственной фамилией Шаткивский им использовалась и Смех-Шаткивский, связанная с давним родом Смехов — собственников земель вблизи Почаева.
Умер Олекса Шаткивский во Львове в 1979 году.

## Произведения
Творчество Шаткивского обозначено чертами импрессионизма. В творческом архиве — множество картин с видами Волыни, Карпат и Львова. Внимание исследователей творчества Шаткивского привлекают также картины к 100-летию смерти Тараса Григорьевича Шевченко (1961), литографии и гравюры.
В 1968 году состоялась ретроспективная выставка работ Шаткивского во Львове. В 2008 году выставка, посвящённая памяти художника, прошла в Национальном музее во Львове.
В 2004 году Институт коллекционеров украинских памятников искусства при Научном сообществе Шевченко и издательство «Оранта» Львов-Киев издали альбом Олексы Смех-Шаткивского с иллюстрациями из 170 работ художника.
Произведения Олексы Шаткивского находятся во Львовской картинной галерее, Луцкой картинной галерее, в фондах Национального союза художников Украины в Киеве, Национальном музее Польши в Варшаве, а также в частных коллекциях.